# Indigofera efoliata
Indigofera efoliata är en ärtväxtart som beskrevs av Ferdinand von Mueller. Indigofera efoliata ingår i släktet indigosläktet, och familjen ärtväxter. Inga underarter finns listade i Catalogue of Life.